# Kulata
Kulata (buł. Кулата; grec. Кулата) – wieś w południowej Bułgarii, w obwodzie Błagojewgrad, w gminie Petricz. Położona jest w wąwozie Rupel.
W miejscowości znajduje się przejście graniczne Kulata-Promachon z Grecją.
W mieście jest stacja kolejowa Kulata.